# Chertsey (Québec)
Chertsey è un comune del Canada, situato nella provincia del Québec, nella regione di Lanaudière.